# Oktober 2009
Dit artikel geeft een chronologisch overzicht van belangrijke gebeurtenissen per dag in de maand oktober van het jaar 2009.

## Gebeurtenissen

### 1 oktober
- Bij een zware ontploffing in Heemstede raakt een man levensbedreigend gewond. Vlak voordat hij de auto instapt ontploft er een granaat die aan de auto bevestigd was. De politie speekt over een aanslag.
- Pieter Lakeman, voorzitter van Stichting Hypotheekleed, roept spaarders om hun geld weg te halen bij de DSB Bank met als doel de bank failliet te laten gaan. Dit zou volgens Lakeman in het belang zijn van mensen die een hypotheekschuld bij de DSB Bank hebben. Van verschillende kanten wordt de oproep veroordeeld.
- Martin Sitalsing wordt benoemd tot korpschef van de politie Twente. Hij is de eerste korpschef in Nederland van allochtone afkomst.
- Dick Advocaat begint zijn loopbaan als trainer van het Belgische nationale voetbalteam. Hij volgt René Vandereycken op, die ontslagen werd op 7 april 2009.

### 2 oktober
- In de Amsterdamse haven woedt 's middag een grote brand bij een autobedrijf. Er vallen geen gewonden.
- In Ierland stemt een ruime meerderheid van de bevolking in een referendum voor het Verdrag van Lissabon, een hervormingsverdrag van de Europese Unie. In een eerder referendum in 2008 wees een meerderheid van de Ieren het verdrag nog af.
- Het IOC wijst de organisatie van de Olympische Spelen van 2016 toe aan het Braziliaanse Rio de Janeiro.

### 3 oktober
- Het Belgische fregat Louise-Marie komt in het kader van de internationale operatie Atalanta in de Golf van Aden in actie tegen een vermeend piratenschip na een noodoproep van een koopvaardijschip.
- De 23-jarige Amsterdamse Josje Huisman wint de wedstrijd K2 zoekt K3 en neemt hiermee de plaats van Kathleen Aerts in, die op 23 maart 2009 het trio vaarwel zei.

### 4 oktober
- Het Nederlands damesvolleybalteam behaalt onder leiding van coach Avital Selinger zilver bij het Europees Kampioenschap in Polen. In de finale verliest het van Italië.

### 5 oktober
- De Nobelprijs voor de Fysiologie of Geneeskunde is gewonnen door Elizabeth Blackburn, Carol Greider en Jack Szostak, voor hun ontdekking hoe chromosomen worden beschermd door telomeren en het enzym telomerase.

### 6 oktober
- Giorgos Papandreou jr. wordt benoemd tot premier van Griekenland. Zijn partij PASOK behaalt een meerderheid aan zetels in het parlement.

### 7 oktober
- Het Italiaanse Constitutioneel Hof verklaart een wet waarin immuniteit aan de vier hoogste gezagsdragers van Italië - namelijk de premier, de president en de twee parlementsvoorzitter - wordt verleend als ongrondwettelijk. De uitspraak is een zware slag voor premier Silvio Berlusconi. Deze probeert zich al jaren te onttrekken aan pogingen tot vervolging. De premier noemde het Hof in een reactie ‘een instrument van links’.
- De Kinderboekenweek gaat van start en duurt tot 17 oktober 2009.

### 8 oktober
- De uit Roemenië afkomstige Duitse romanschrijfster Herta Müller wint de Nobelprijs voor de Literatuur.

### 9 oktober
- Talibanstrijders vallen het hoofdkwartier van het Pakistaanse leger in Rawalpindi aan. Bij een bomaanslag in Pesjawar verliezen 52 mensen het leven.
- De Nobelprijs voor de Vrede is gewonnen door Barack Obama, "voor zijn buitengewone inspanningen de internationale diplomatie en de samenwerking tussen volkeren te versterken."
- Bij landverschuivingen in de Filipijnen als gevolg van de tyfoon Parma komen zeker 181 mensen om het leven. In totaal komt het dodental door Parma en de voorafgaande storm Ketsana daarmee op 540.

### 11 oktober
- Paus Benedictus XVI verklaart in de Sint-Pietersbasiliek in Vaticaanstad de Belgische Pater Damiaan heilig.

### 12 oktober
- De Nederlandse DSB Bank wordt onder curatele van De Nederlandsche Bank geplaatst nadat klanten massaal geld van hun rekening halen.

### 13 oktober
- Boven Nederland is een meteoriet te zien die met grote snelheid de dampkring binnenkomt en uiteindelijk uit elkaar spat.
- Een Britse rechter oordeelt dat het terugsturen van Geert Wilders (PVV), toen hij in februari zijn film Fitna aan Britse parlementariërs wilde tonen, onwettig was.

### 14 oktober
- De Samoa-eilanden worden getroffen door een tsunami met een kracht van 6,0 op de schaal van Richter en waarvan het epicentrum zich 365 kilometer ten zuidwesten van de Samoaanse hoofdstad Apia bevindt.

### 17 oktober
- Bij de parlementsverkiezingen in Botswana behaalt de Botswaanse Democratische Partij van president Ian Khama een absolute meerderheid. Khama kan aan zijn tweede ambtstermijn van vijf jaar beginnen.

### 18 oktober
- In Antwerpen wordt een volksraadpleging gehouden over de Oosterweelverbinding. Een grote meerderheid stemt tegen de bouw van het tracé.
- Bij een zelfmoordaanslag in het zuidwesten van Iran komen tientallen mensen om het leven, onder wie officieren van de Iraanse Revolutionaire Garde. De militante soennitische groep Jundullah eist de verantwoordelijkheid op.

### 19 oktober
- De Nederlandse supermarktketen Jumbo neemt concurrent Super de Boer over voor een bedrag van 552,5 miljoen euro.
- In een aanvullende overeenkomst komt het door de kredietcrisis in grote problemen geraakte IJsland met het Verenigd Koninkrijk en Nederland overeen dat ze tot 2024 de tijd krijgt alle leningen terug te betalen die ze van beide landen had ontvangen om de Britse en Nederlandse gedupeerden van de IJslandse bank Icesave te compenseren. Wikinieuws
- De Rechtbank van Amsterdam verklaart de DSB Bank failliet, een week na aanvang van de noodregeling.

### 21 oktober
- Twee dagen na de DSB Bank is nu ook DSB Beheer failliet verklaard, de moedermaatschappij van onder meer AZ, het DSB Stadion en het Scheringa Museum voor Realisme.
- President Litokwa Tomeing van de Marshalleilanden treedt af na een motie van wantrouwen door de regering, hij wordt opgevolgd door interim-president Ruben Zackhras.

### 22 oktober
- Het besturingssysteem Windows 7 komt uit.

### 23 oktober
- Gooische Vrouwen wint de Gouden Televizier-Ring.

### 24 oktober
- Ruud Vreeman laat weten binnenkort als burgemeester van Tilburg af te treden, Reden is de motie van afkeuring die de gemeenteraad op 21 oktober tegen hem aannam omdat hij een budgetoverschrijding van 1,9 miljoen euro op de verbouw van het omstreden Midi-theater niet tijdig aan de raad zou hebben gemeld.
- Krakers protesteren in Utrecht tegen het toekomstige kraakverbod.
- In Nigeria begint de dertiende editie van het WK voetbal voor spelers onder 17 jaar. Het gastland treedt aan als regerend kampioen.

### 25 oktober
- De Nuna 5 en 21Revolution staan op de derde en vierde plaats na de eerste dag van de World Solar Challenge 2009. De Belgische Umicar Inspire is zwaar beschadigd bij een ongeval en is uit de race. Wikinieuws
- Een dubbele zelfmoordaanslag in de Iraakse hoofdstad Bagdad, de zwaarste in twee jaar, kost aan zeker 155 personen het leven. Een aan Al Qaida verbonden Iraakse terreurgroep eist later de verantwoordelijkheid op.
- De verkiezingen in Uruguay worden gewonnen door de regerende, linkse Frente Amplio. Een tweede ronde op 29 november is noodzakelijk.
- In Perth behaalt de Amerikaanse triatleet Timothy O'Donnell de wereldtitel lange afstand. Bij de vrouwen gaat de zege naar de Britse Jodie Swallow.

### 26 oktober
- De twee Nederlandse zonnewagens, Nuna 5 en 21Revolution, behouden hun posities ondanks stofwolken en bosbranden op de tweede dag van de World Solar Challenge 2009. Wikinieuws
- Het Joegoslavië-tribunaal begint de rechtszaak tegen Radovan Karadžić, die van 1992 tot 1996 president van de Servische Republiek was. Karadžić, die alle beschuldigingen ontkent, komt niet opdagen omdat hij een langere voorbereidingstijd wil hebben.

### 27 oktober
- Dit jaar gaat de Wablieft-prijs naar twee Vlaamse ziekenfondsen omdat zij in de communicatie met hun leden overgestapt zijn van ambtelijke (officiële) taal naar 'klare taal'.
- De voorspelling dat de wereld in 2012 ten onder gaat is volgens onderzoekers in het blad Natuurwetenschap en Techniek gebaseerd op een rekenfout. De Mayakalender, waarop de voorspelling is gebaseerd, zou pas over twee eeuwen eindigen. Wikinieuws

### 28 oktober
- Het kabinet-Merkel II wordt beëdigd. De nieuwe regering is een coalitie van CDU, CSU en FDP onder leiding van bondskanselier Angela Merkel (CDU). Vicekanselier is Guido Westerwelle (FDP).
- Voormalig SS'er Heinrich Boere (88) staat in Aken terecht op verdenking van drie tijdens de Tweede Wereldoorlog in Nederland gepleegde liquidaties. Na de oorlog werd hij bij verstek ter dood veroordeeld wegens zijn aandeel in Aktion Silbertanne en vluchtte hij naar Duitsland.
- De NASA lanceert de raket Ares I-X, de eerste testvlucht van het Ares I-programma, dat onderdeel is van het Project Constellation. Wikinieuws

### 29 oktober
- In het Limburgse Stein breekt kort na middernacht brand in het (overdekte) winkelcentrum. Binnen enkele uren brandt het hele winkelcentrum uit. Veertig zaken en zes huizen worden totaal verwoest. Honderden mensen werden geëvacueerd uit een nabij gelegen seniorenflat. Er vielen geen gewonden. Het nablussen duurde dagen.
- De Mongolische premier Sanjaagiin Bayar (Revolutionaire Partij van het Mongolische Volk) stapt op naar aanleiding van gezondheidsproblemen. Bayar wordt opgevolgd door partijgenoot Sükhbaataryn Batbold.

### 30 oktober
- De werkloosheid in de eurozone bereikt het hoogste niveau in tien jaar. In de zestien landen die de euro gebruiken zit 9,7 procent van de beroepsbevolking zonder werk. Nederland heeft met 3,6 procent de laagste werkloosheid.
- De Nederlandse minister-president Jan Peter Balkenende sluit niet langer uit dat hij benaderd wordt voor de functie van Voorzitter van de Europese Raad. Het kabinet en een meerderheid van de Tweede Kamer spreken zich uit tegen zijn vertrek.

### 31 oktober
- De benoemingstermijn van de in 2004 aangetreden Europese Commissie eindigt.

<< · januari · februari · maart · april · mei · juni · juli · augustus · september · oktober · november · december · >>